# Cocoon – återkomsten
Cocoon – återkomsten (originaltitel: Cocoon: The Return) är en amerikansk science fiction-film från 1988 i regi av Daniel Petrie. Filmen är en uppföljare till Cocoon – djupets hemlighet från 1985.

## Handling
Pensionärerna återkommer till jorden från planeten Anterea efter fem år med nya krafter. Utomjordingarna är på jorden för att hämta ytterligare några kokonger men några forskare från ett institut får tag på kokongerna först. Pensionärerna är i valet och kvalet om de ska återvända till Antarea eller stanna. Utomjordingarna behöver deras hjälp för att kunna stjäla tillbaka kokongerna.

## Rollista (urval)
- Don Ameche – Arthur 'Art' Selwyn
- Wilford Brimley – Benjamin 'Ben' Luckett
- Hume Cronyn – Joseph 'Joe' Finley
- Jack Gilford – Bernard 'Bernie' Lefkowitz
- Maureen Stapleton – Marilyn 'Mary' Luckett
- Jessica Tandy – Alma Finley
- Gwen Verdon – Bess McCarthy Selwyn
- Elaine Stritch – 	Ruby Feinberg
- Steve Guttenberg – Jack Bonner
- Tahnee Welch – Kitty
- Courteney Cox – Sara